# Mirko Jacob
Mirko Jacob (* September 1970) ist ein deutscher Radiomoderator.
Bekannt wurde Mirko Jacob zunächst als DJ in der Zwickauer Diskothek Studio 5. Später war er als Radiomoderator unter anderem bei Radio Salü, N-Joy, Radio Zwickau, Antenne Thüringen und Radio SAW tätig. Er war 1998 und 1999 Resident-DJ der Diskothek Queen in Berlstedt.
Im Jahr 1999 schloss er sich mit dem Erfurter DJ Mark J Klak zusammen, wurde Resident-DJ im Joue Joue in Erfurt und gründete das House-Projekt Boogie Pimps, stieg jedoch im Jahr 2005 aus.
Seit 2007 ist er bei Hitradio RTL Sachsen tätig und moderierte fortan verschiedene Sendungen. Vom 1. März 2008 bis 10. August 2014 moderierte er dort „Guten Morgen Sachsen“ (2013–2014 „Mirko und die Morgencrew“). Von November 2016  bis Mitte 2020 war er wieder in der Morningshow „Guten Morgen Sachsen“ auf Hitradio RTL zu hören, danach wechselte er in den Nachmittag.